# Сулукуль
Сулукуль (каз. Сұлукөл) — село в Чингирлауском районе Западно-Казахстанской области Казахстана. Входит в состав Лубенского сельского округа. Находится примерно в 70 км к югу от районного центра, села Чингирлау. Код КАТО — 276647300.

## Население
В 1999 году население села составляло 179 человек (91 мужчина и 88 женщин). По данным переписи 2009 года, в селе проживал 41 человек (18 мужчин и 23 женщины).